# Gastronomía sefardí

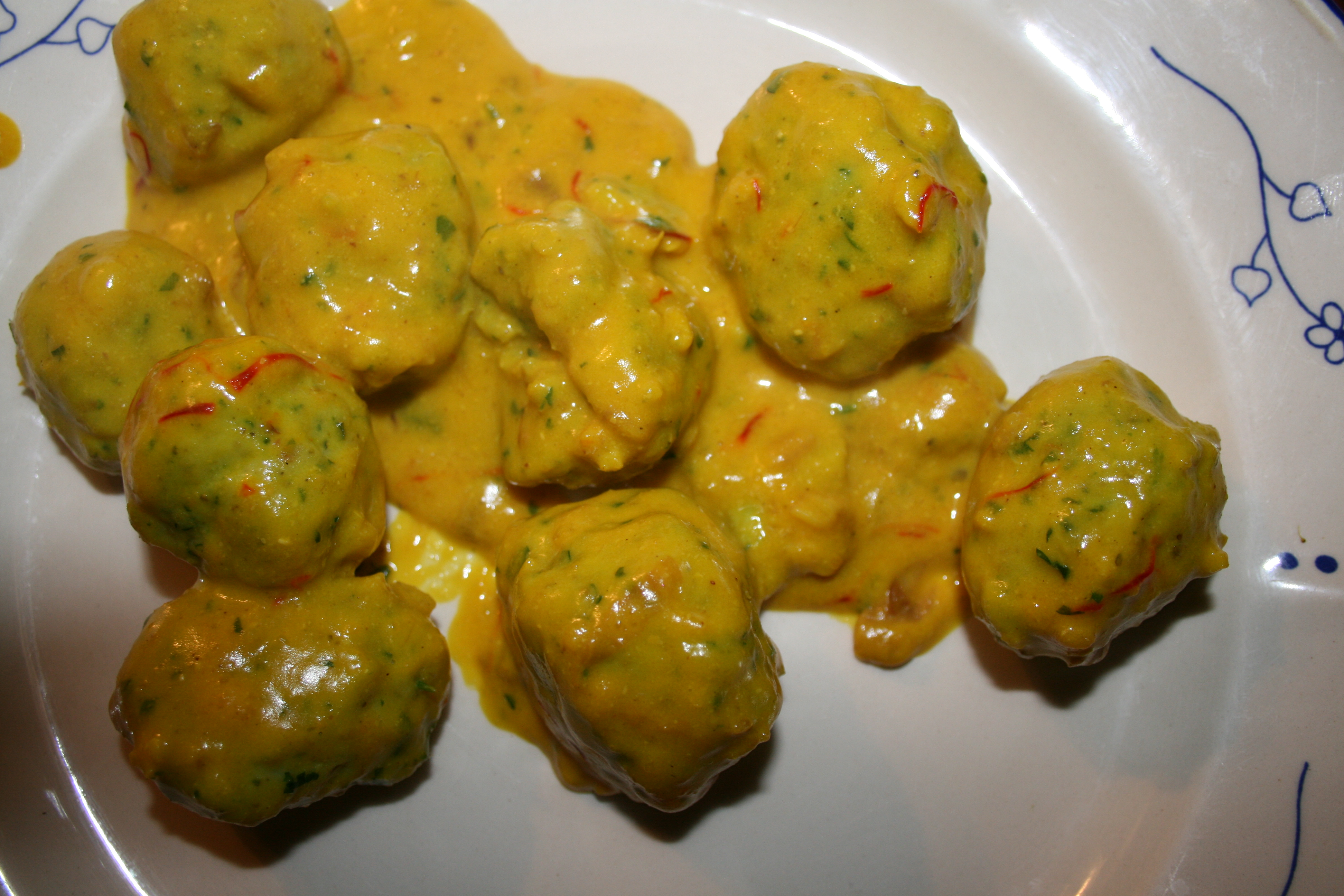
Albóndigas de pescado con salsa de limón y huevo con salsa de azafrán.

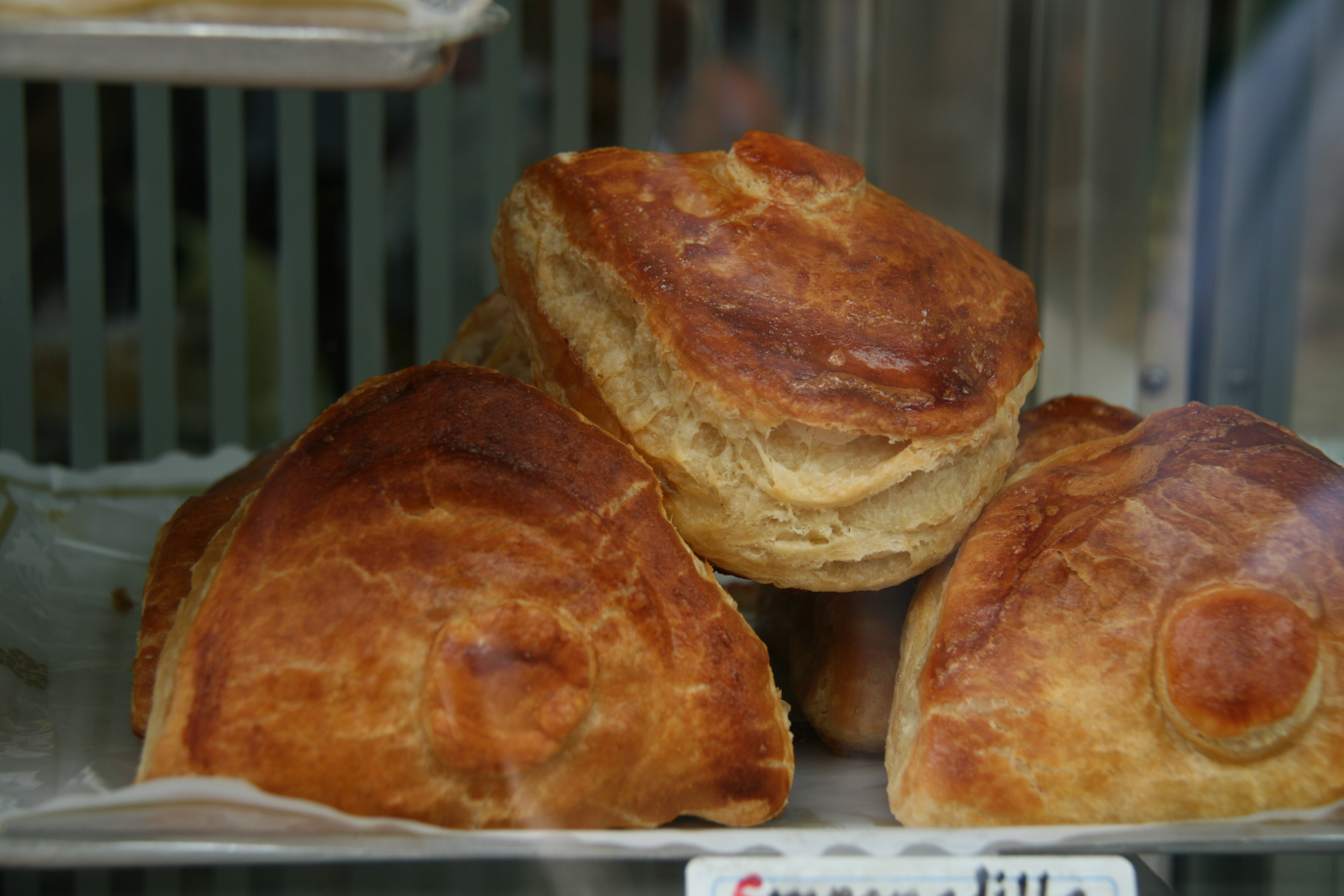
Empanadas de atún.

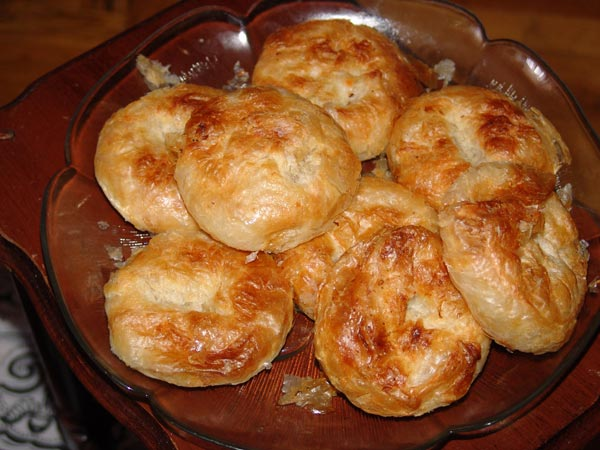
Boyoz judío-turco.

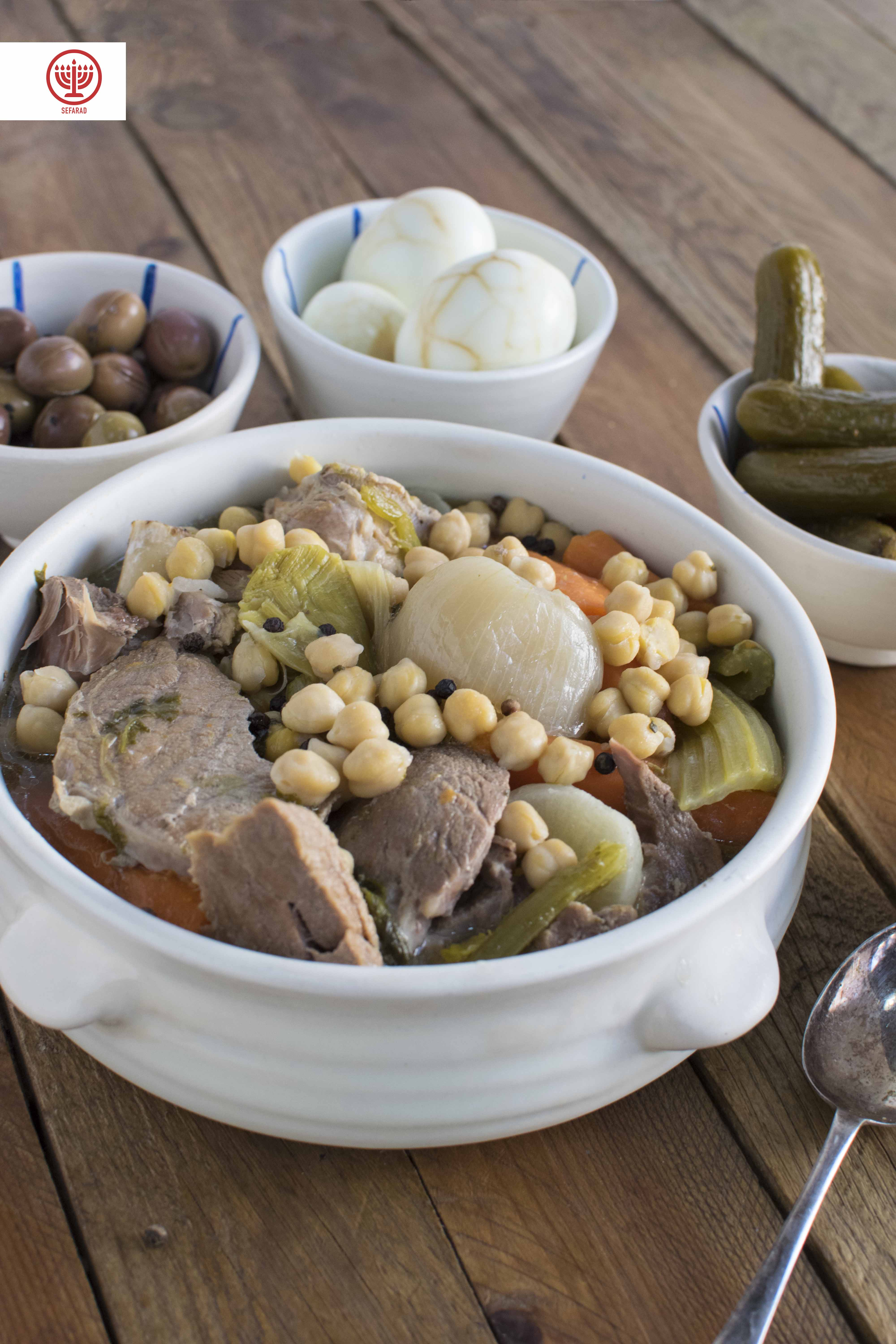
La Adafina o Dafina del árabe ad-fina, significa la oculta, la encubierta. Aunque hay quien sostiene que deriva del hebreo dafan, algo así como presionar la arcilla, en alusión a la técnica de cerrar la tapa de la cazuela con un cordón de masa de harina y agua, para que no pierda el caldo del interior.

La gastronomía sefardí corresponde al conjunto de costumbres culinarias de los judíos sefardíes, que viven o descienden de judíos procedentes de España, Portugal, el litoral mediterráneo de África y los territorios que comprenden el ex Imperio otomano o, en general, a todos aquellos judíos de origen distinto al asquenazí (judíos de origen alemán, ruso o centroeuropeo) —incluida la península ibérica de donde son originarios—. Las características de la gastronomía sefardí van íntimamente ligadas a las prácticas del judaísmo, se puede decir que forma parte integrante de la gastronomía mediterránea debido al uso que hace de los ingredientes de esta zona de Europa añadiéndole algún tinte de misticismo a la elaboración de algunas recetas tradicionales. Posee influencias claras de la cocina árabe y con el devenir de los años ha adquirido influencias de la cocina turca.
La gastronomía sefardí es el resultado de la influencia de muchas culturas, con las que han convivido miles de años, de la tradición y de las leyes religiosas hebreas. En muchos casos se desconoce el origen de las recetas, ya que la mayoría fueron transmitidas oralmente de madres a hijas, otras son el resultado de un mestizaje natural entre comunidades judías. También se han incluidos variantes y elaboraciones criptojudías, como las recetas xuetas de las islas Baleares o las redactadas en las actas inquisitoriales y edictos de gracia, que aportan una valiosísima información histórica.

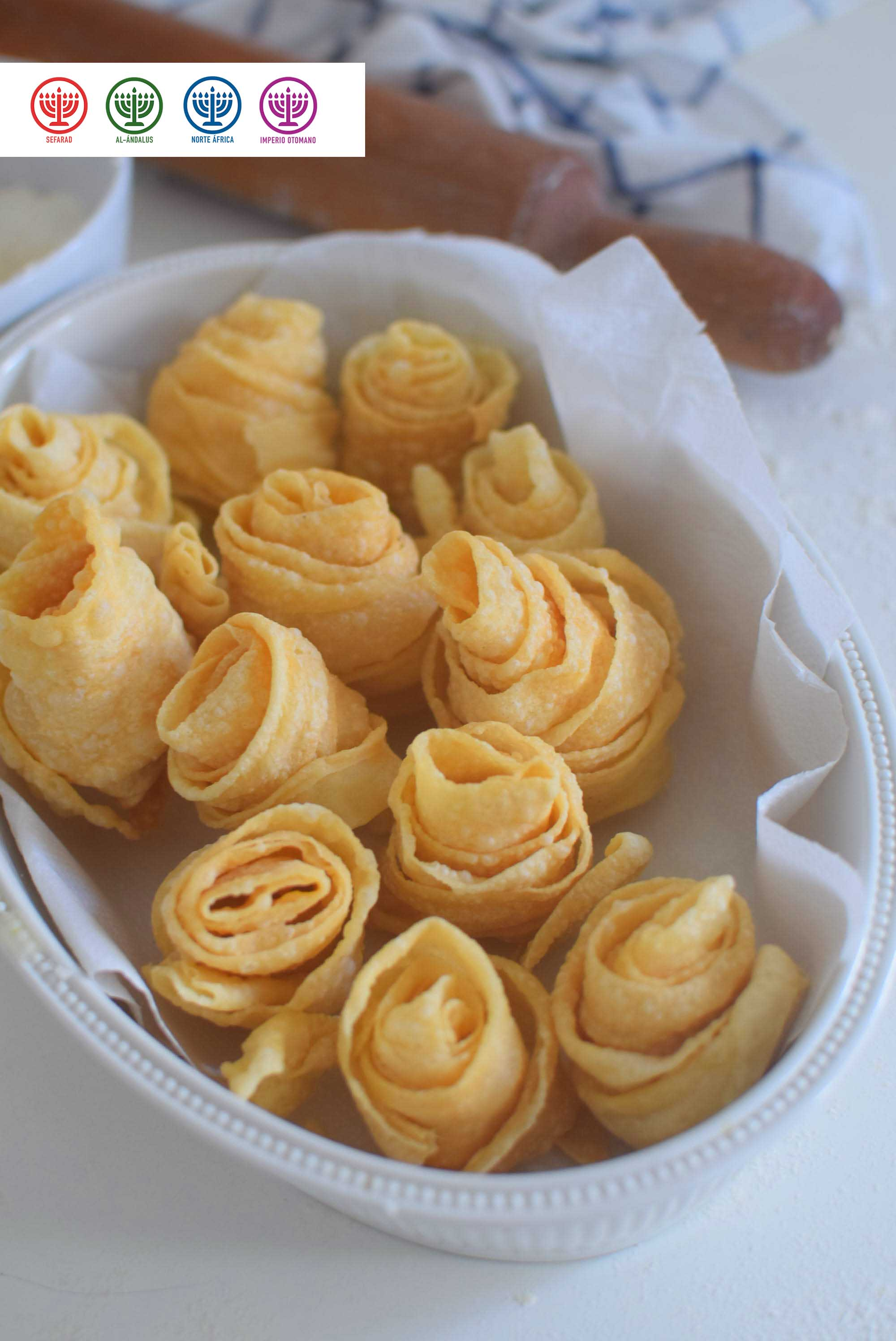
Las Fiyuelas u Hojuelas son una especie de ovillo de masa crujiente que se sirve napado con miel y espolvoreado de ajonjolí. Esta elaboración de masa frita se puede encuadrar en la denominada repostería de frutos de sartén.

La mayor parte de las recetas (komidikas)  sefardíes que nos han llegado es gracias a recetas y variantes etnoculturales, de influencia andalusí y del recetario judío de las comunidades que acogieron sefardíes (Mizrajim, Magrebim, Romaniotes y Gruzim): de Oriente Medio y del extenso Imperio otomano, del Magreb y norte de África, de los Balcanes y Grecia, y del Cáucaso. Por esta cuestión se puede afirmar que la cocina sefardí es diaspórica y viajera. Sus komidikas se pueden encontrar en España, Portugal, Túnez, Turquía, incluso en Georgia, como ocurre con las famosa fiyuelas u hojuelas.
Teniendo en cuenta que los judíos habitaron la península ibérica durante, al menos, catorce siglos, no se puede trazar una constante alimenticia en su dieta, ya que nada o poco tienen que ver los cultivos de la Hispania romana, de la paupérrima sociedad visigoda, o de las variadas etapas en los reinos musulmanes, califatos, taifas, etc. Por otro lado, la vida en los reinos cristianos también fue paulatinamente cambiando, de una época inicial marcada por la tolerancia (ya que necesitaban a los judíos) a periodos intransigentes y de crueles pogromos, todo ello unido a constantes epidemias de peste, de la que muchas veces se acusaba a los judíos de haberlas provocado.

## Historia
Las comunidades sefardíes vivieron en la península ibérica hasta antes de 1492, cuando los Reyes Católicos dictaron expulsarlos en el edicto de Granada, por lo que la cocina sefardí adquirió hasta entonces todos los elementos autóctonos de la cocina peninsular. Algunos autores estudiosos de la cultura judía, afirman que no se puede hablar de una cocina judía y sefardí debido a que podría haber sido costumbre adaptar las variantes culinarias locales a la observancia de la tradición culinaria judía: kosher. Sin embargo, a pesar de intentar mantener la tradición, la cantidad de técnicas, y el empleo de ingredientes y su posterior dispersión por Europa y América hiciron que se fuera enriqueciendo con las tradiciones y los ingredientes de los países que resultaron ser posteriormente de acogida durante la diáspora. De esta forma toma influencia de la cocina de Marruecos (en general de la cocina magrebí) o del sur de Francia, Bulgaria Grecia o Turquía. En todos estos países la influencia tiene una doble vía, ya que algunos platos europeos no se pueden explicar sin las costumbres culinarias de la gastronomía sefardí, y viceversa. Las dos vertientes de la cocina judía europea tienen de esta forma dos posibles explicaciones: los sefardíes en la cocina del sur de Europa que reúne parte de las costumbres de la cocina mediterránea hasta Turquía, y la vertiente de los judíos asquenazíes que influenciaron los guisos de Europa central y Europa oriental.
Durante el siglo XIV en la península muchos judíos se convirtieron al cristianismo con la esperanza de poder progresar y de recibir un mejor tratamiento. A estos se les denominó «conversos». Estas etnias establecidas en el territorio peninsular llegaron a influenciar directamente e indirectamente a la cocina española hasta tal punto que muchos platos considerados tradicionales hoy en día no podrían explicarse sin la influencia de la cocina sefardí. Algunas de las recetas están descritas en ladino.

### Expulsión: Edicto de Granada
La cocina sefardí tras el siglo XVI se estableció en algunas comunidades sefarditas, denominadas mizrají. Es a partir de este instante cuando la cocina sefardí, a pesar de mantener sus raíces, va adoptando sabores e ingredientes de los diversos lugares donde se establecen las comunidades. Los países donde se establecen corresponden a Marruecos, Túnez, Argelia, Bulgaria, Turquía, Siria, Egipto y Grecia. En las cocinas de todos estos países hay influencias culinarias de platos con sus características hispano-judías, bien sea en las preparaciones, bien en los ingredientes. De la misma forma la cocina sefardita adquiere nuevos ingredientes en su diáspora, e incorpora nuevos sabores, nuevas especias e ingredientes.

## Ingredientes

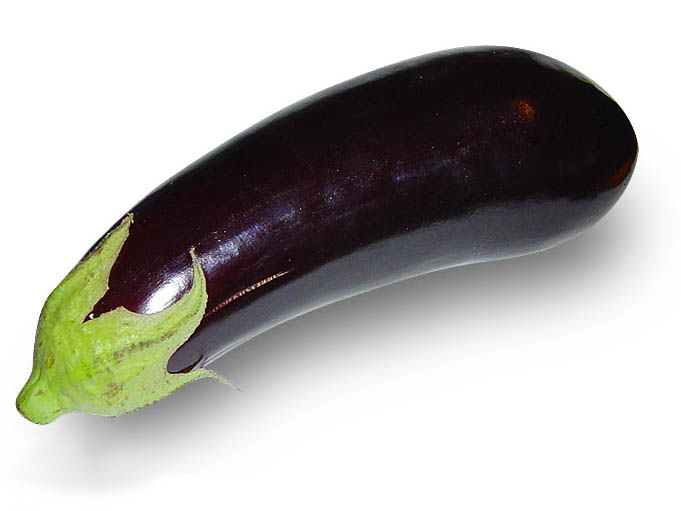
La berenjena, una de las predilecciones de los sefardíes. Resulta habitual encontrarla como ingrediente en los recetarios medievales.

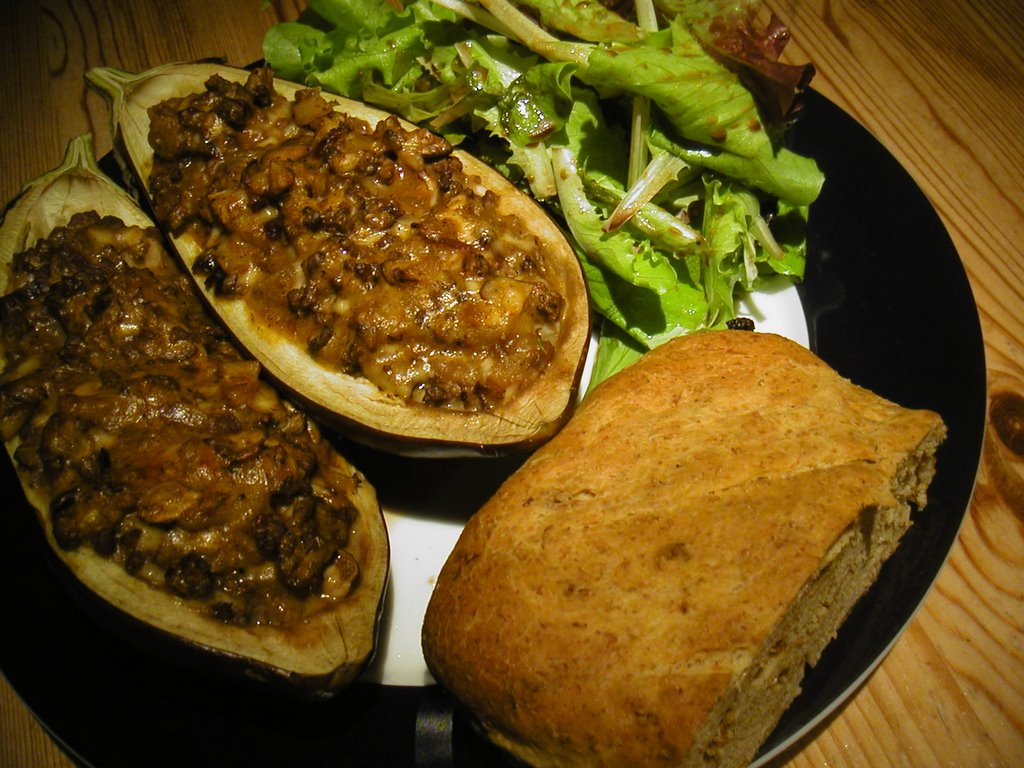
Las verduras rellenas de trigo (o arroz) elaboradas al horno, son preparaciones inspiradas en la cocina sefardí.

Los ingredientes de esta gastronomía se ven influenciados por las normas de la Cashrut que establecen claramente qué ingredientes deben ser permitidos o rechazados en la composición de los platos y que combinaciones no pueden realizarse. No obstante emplean aquellos ingredientes permitidos comunes de la cocina mediterránea. El principal ingrediente son los cereales en forma de pan. Las legumbres secas son el segundo. Las carnes estaban relegadas a ocasiones festivas, siendo muy habitual el consumo de carnes picadas procedentes de mezcla de magro y casquería mezcladas con la grasa del animal. 
El Cashrut es el conjunto de prescripciones y leyes religiosas dietéticas que condicionan lo que un practicante de la religión hebrea puede o no comer. Tienen su fundamento en las enseñanzas extraídas del Talmud y de los libros Levítico y Deuteronomio, así como en diversos códigos de leyes rabínicas redactadas durante siglos de estudio (Hagadá). Por esta razón no son uniformes y presentan diferencias si se trata de judíos sefardíes o askenazíes. Aquellos alimentos que cumplen con el Cashrut son considerados kosher o casher, que significa «limpio, puro, apropiado para comer». 

### Los guisados, ollas, potajes o hamines
Sopados, Guisos, Pucheros, Ollas, Potajes, Cocidos, Potes, Calderetas, Hamines, Estofados... cualquiera de estas denominaciones podía servir para encabezar esta sección. Lo que tienen todas en común es que, en una perola, olla o cazuela, se mezclan indistintamente carnes o pescados con legumbres, cereales, verduras, hortalizas, tubérculos, huesos salados y agua. Al fuego del hogar o del horno, durante un cocimiento prolongado se consigue ablandar la carne, legumbres y verduras, obteniendo un caldo enriquecido y aromatizado que ha sido la base de la cocina tradicional. Como ejemplo sirvan los guisos judíos (adafinas), los cristianos (cocidos), los musulmanes (tajines), en Portugal (cataplanas, cozidos y caldeiradas).
El listado de guisos que atesora la cocina histórica española es interminable: Olla Gitana, Cocido Maragato, Madrileño, Montañés, Escudella, Pelotas murcianas, Levaniego, Lalín, etc. Pero si hay un guiso cristiano que tenga mayor nexo de unión con la cocina sefardí ese es la Olla Podrida, inicialmente denominada Olla Poderida (poderosa), que es básicamente una adafina con carne de cerdo. Sería difícil nombrarlos todos, porque cada región lo denomina y lo elabora con unas peculiaridades diferentes. 
Miguel de Cervantes en «El ingenioso hidalgo Don Quijote de la Mancha» no deja pasar la ocasión de narrar la búsqueda de una olla podrida, aunque no podemos obviar el comentario «busca toparse con algún ingrediente de su gusto» quizás lo que esté buscando sea una olla sin cerdo, una dafina o adafina: 
«Aquel platonazo que está más adelante vahando me parece que es olla podrida, que, por la diversidad de cosas que en las tales ollas podridas hay, no podré dejar de topar con alguna que me sea de gusto y provecho». (El Quijote, II-47).
Como relata el ficticio e interpuesto escritor del Quijote Cide Hamete Benengeli (traducido por algunos investigadores como señor berenjena), refiriéndose al hidalgo de la mancha: «En su casa se comía más vaca que carnero, duelos y quebrantos los sábados, lentejas los viernes y algún palomino los domingos». Curiosa descripción de la comida del sábado (sabat): duelos (dolor, lástima, aflicción) y quebrantos (traspasar, violar una ley, palabra u obligación); sin duda el pasado judeoconverso de la familia de Miguel de Cervantes dejó una huella ausentemente presente y oculta en sus obras.
Adafinas, Almodrote, Almoronía, Gizado de garvansos, Potaje de lentejas son elaboraciones que han sobrevivido el paso del tiempo. Tan solo han cambiado sus nombres, pero siguen cocinándose en los hogares españoles. Algunas elaboraciones al volcar la olla generan varios platos, como el cocido madrileño del que se sacan tres vuelcos (sopa, carne y garbanzos mareaos con verduras).
Las Adafinas, tan identificadas como plato judío, se modifican en el recetario cristiano añadiéndole cerdo (denominándose Cocido). La Almoronía es un pisto elaborado con ingredientes anteriores a la importación de los productos del Nuevo Mundo. Pero quizás sea el Almodrote la receta más sefardí y que no tiene una traslación tan nítida en los recetarios cristianos. Es posible que al ser la berenjena el ingrediente protagonista fuese catalogada como demasiado judía, razón por la que fue casi desterrada de la cocina española.
Con la persecución de los judíos conversos (denominados despectivamente marranos o chuetas en las Islas Baleares) los aromas y sabores de los guisos cambiaron lógicamente al cambiar los ingredientes. Como ejemplo lo ocurrido con la hierba aromática el cilantro o culantro: que desapareció de las cocinas y hasta de los huertos por miedo a ser acusados de judaizantes (o de moriscos) y tras ser declarado por un médico cristiano como hierba de judíos y moros. Quizás ocurriera algo parecido con la nigella, el almizcle, las aguas de azahar y rosas, etc. Incluso la berenjena (tan asociada a la cocina judía) que aunque no llegó a desaparecer, sin embargo en los recetarios tradicionales de las cocinas de España no goza de un justo lugar, teniendo en cuenta las innumerables recetas que se cocinaron con ellas durante la Edad Media.
Las legumbres fueron las reinas de la despensa y de las ollas: garbanzos, habas, guisantes y lentejas serían las más utilizadas, mezcladas indistintamente con carne, pescado, trigo, arroz y las verduras de cada zona y temporada. Así nos llega el maravilloso Potaje de Cuaresma o San José copia de los Garvansos con Bakalá.

### Verduras y frutas
Los cereales eran el ingrediente más importante y habitual en la cocina sefardí. La forma más habitual de prepararlos es en forma de panificación, o en gachas. Los cristianos y judíos eran más dados a consumir el pan que las gachas, mientras que los hispano-musulmanes preferían la elaboración de sopas densas antes que panificar. Era habitual encontrar el trigo o la cebada, el arroz en menor cantidad ya que se cultivaba sólo en la zona de levante. El pan sefardí se diferenciaba del cristiano en el uso de la fermentación de la masa mediante el empleo de levaduras. Los panes sefarditas eran ázimos (no sufría fermentación como el matzoh hebreo) y resultaban más secos y menos esponjosos que los cristianos. El pan está muy presente en la cocina sefardí. 
Las verduras y hortalizas eran consumidas habitualmente en las aljamas, considerados como alimentos de subsistencia. Generalmente aceptadas por las normas cosher. Puede decirse que en el terreno de las verduras una de las favoritas por la profusión de referencias existentes en los recetarios sefarditas es la berenjena. Existen recetarios sefardíes que la incluyen como ingrediente habitual de tal forma que las menciones literarias en el siglo XVIII a una persona que le gustara la berenjena, era como indicar su procedencia sefardita. Por ejemplo: en el Cancionero de Baena se realizan referencias a este alimento. Existen coplas sefardíes específicas como La cantiga de las berenjenas en las que se menciona cerca de treinta y cinco formas de cocinarlas. La simple inclusión en un plato cualquiera era ya apelativo de comeres judaicos, o de comida de judíos. Esta verdura que, tras ser macerada en una salmuera con el objeto de eliminar su ligero sabor amargo, se preparaba culinariamente en diferentes formas como puré, guisadas, fritas en aceite de oliva, asadas, escabechadas, encurtidas (como las de berenjenas de Almagro), e incluso confitadas (como es el caso de las berenjenas confitas que se trataba de berenjenas cocidas en miel). Algunas de las recetas poseen una referencia andalusí como es el caso de almodrote (berenjenas gratinadas con queso) y la alboronía. Se rellenaban las empanadas con un sofrito de berenjena y cebolla. Se preparaban una especie de tortillas de huevo que los sefardíes denominan fritadas y que incluían esta verdura además de espinacas y queso. Algunas de ellas elaboradas al horno. Una de las recetas más populares eran las alberenjenas rellenas de carne, los sefarditas de la diáspora en Salónica elaboran una empanada que incluye como ingredientes huevos, berenjenas y queso denominada esfongato que solía acompañarse de rodajas de melón. Los almodrotes y las alboronías de diversas verduras eran platos muy corrientes entre los sefardíes.
Otras verduras consumidas eran las coles, las berzas, las espinacas, las alcachofas, los rábanos, los nabos y los apios. Muchos de estas verduras acababan incluyéndose en las ollas de los potajes (cholents), acompañando otros ingredientes como pescados y carnes. Las aceitunas encurtidas, el apio (en salsas de limón y azúcar), ensaladas, etc. Generalmente se elaboraban los rellenos. Tanto los ajos como las cebollas eran muy habituales y características de la cocina sefardí. Su olor en las descripciones culinarias es habitual, y una marca característica por el uso inmoderado de estos ingredientes. El empleo de sofritos de ajo y cebolla era muy habitual. Estos ingredientes eran cocinados con aceite de oliva en las zonas judaicas hispanas, mientras que los cristianos empleaban el tocino con similares propiedades. Los sofritos eran considerados mangarejos (despectivo de manjar) que empleaban ajos y cebollas en aceite de oliva. Cocinar con aceite de oliva constituía una frontera culinaria entre los judíos y los cristianos. Algunos de los elementos como la patata no suele considerarse tradicional en la cocina sefardí. Las sopas y purés de verdura y legumbres suelen ser por regla general servidos como primer plato, los sefardíes oriundos de Marruecos son muy aficionados a la sopa de habas.
Son permitidos cualquier tipo de legumbres en el que los populares cocidos sefardíes como las ollas de adafina incluían legumbres populares como los garbanzos, las alubias, etc. Son los denominados chamines. Es frecuente el uso de los frutos secos tanto en los platos principales como en los postres, no es de extrañar ver aparecer la almendra, las pasas, etc. Los árabes influenciaron a la culinaria ibérica la devoción por las frutas, cuyo cultivo se concentró en el Valle del Ebro y del Jalón. Los árabes conocían en aquel momento cuatro variedades de habas. El pan, alimento imprescindible en su dieta diaria y extendido en todas las culturas; Algunos guisos de cereales como la orisa son muy populares. 
Entre las frutas, su consumo era meramente estacional. Los recetarios mencionan las naranjas amargas, las manzanas, los melones, los albaricoques, los higos y las ciruelas así como las uvas y los plátanos. En muchos de los casos estas frutas eran ingredientes de postres tradicionales. Que se consumían frescas o mediante elaboraciones encaminadas a la conservación como pueden ser los almíbares, las jaleas, arropes y las confituras (populares eran en los periodos medievales los electuarios). Algunas de las frutas se secaban y participaban en los guisos. Las frutas participaban en ciertos procesos de panificación, haciendo panes específicos como el de higos. 

### Carnes y pescados

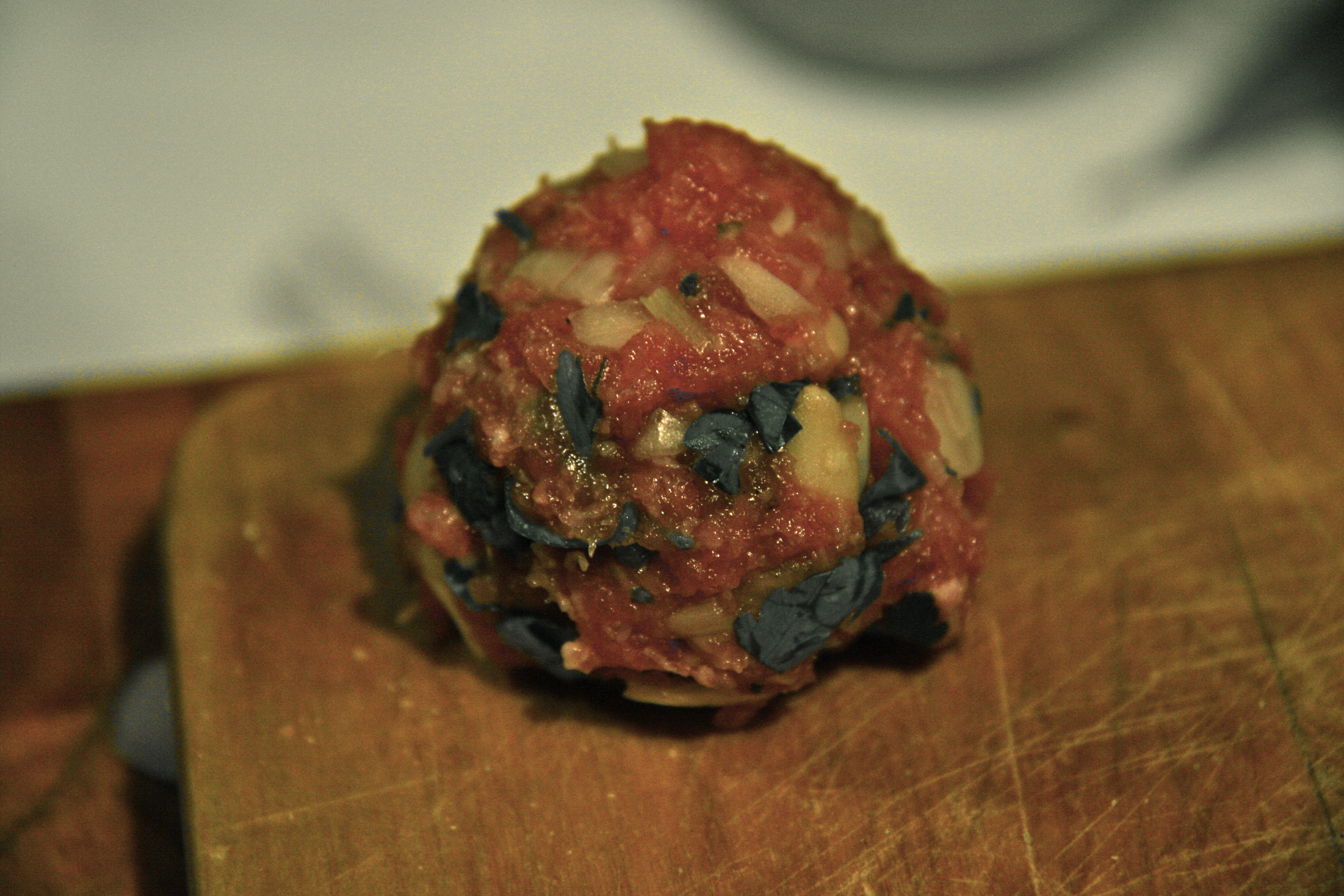
El empleo de carne picada de cordero en preparaciones como albóndigas era muy habitual en la culinaria sefardí.

En el terreno de las carnes está permitido por el cashrut el consumo de cordero (la ternera no estaba prohibida pero es considerada más un elemento de trabajo que un alimento). Está completamente prohibido por las normas religiosas el consumo de cerdo, la liebre y el conejo. En el caso de las aves de corral se permitía el consumo de gallinas, siendo además muy populares las palomas y las tórtolas. La casquería (o grosura como se denominaba en la edad media) era una práctica muy habitual en el pueblo llano, siendo muy habitual su consumo y su venta en los mercados de las aljamas. Las carnes procedían de animales que eran sacrificados de acuerdo con estrictas normas, de esta forma los matarifes actuaban bajo un ritual establecido. 
Las preparaciones con la carne sefarditas empleaban habitualmente carne picada, tal es el ejemplo de las albóndigas que son típicas de la cocina sefardí apareciendo en frecuentes recetas. La palabra en castellano 'albóndiga' proviene la palabra árabe al bundaq que significa redondo, se preparaban con carne de cordero. Suelen encontrarse guisos con carnes picadas (denominadas ropa vieja o handrajo), empleadas profusamente en el relleno de las (bourekas), etc. Las haravechuelas eran unas empanadas elaboradas con los bazos de las reses, y se encontraban muy condimentadas de especias. Entre los cocidos se encontraba la popular adafina (típica de los judíos sefardíes del estrecho de Gibraltar en el shabat, similar al cholent ashkenazi). Los huevos haminados típicos del sabat. 
Los pescados aparece frecuentemente en la composición de algunos platos sefarditas, hay que pensar que son considerados también comida sabática (cena del sabat, que es el viernes por la noche) tales como el atún y el boquerón. Los pescados lícitos son el atún (tonina), el besugo, la merluza, la sardina y el barbo. Algunos de los pescados prohibidos eran el cazón, la anguila, las angulas, y los mariscos en general. Eran consumidos en las zonas costeras. Las preparaciones con pescado son numerosas desde el pescado cocho y las albóndigas de pescado, a las taramas y los pescados en escabeche, etc. Era habitual la preparación de fritura de pescado en aceite de oliva. Las empanadas de pescado, como las populares empanadas de atún. Existían platos de pulpo realizado en cazuela con agua, cebolla, limón, laurel. 
De la misma forma, entre los lácteos se encontraba el queso cashcaval (denominado igualmente Queijo Cavallo). Las preparaciones con huevo se centraban como ingrediente en los cocidos, siendo los más característicos los huevos haminados (enhaminados).

### Especias

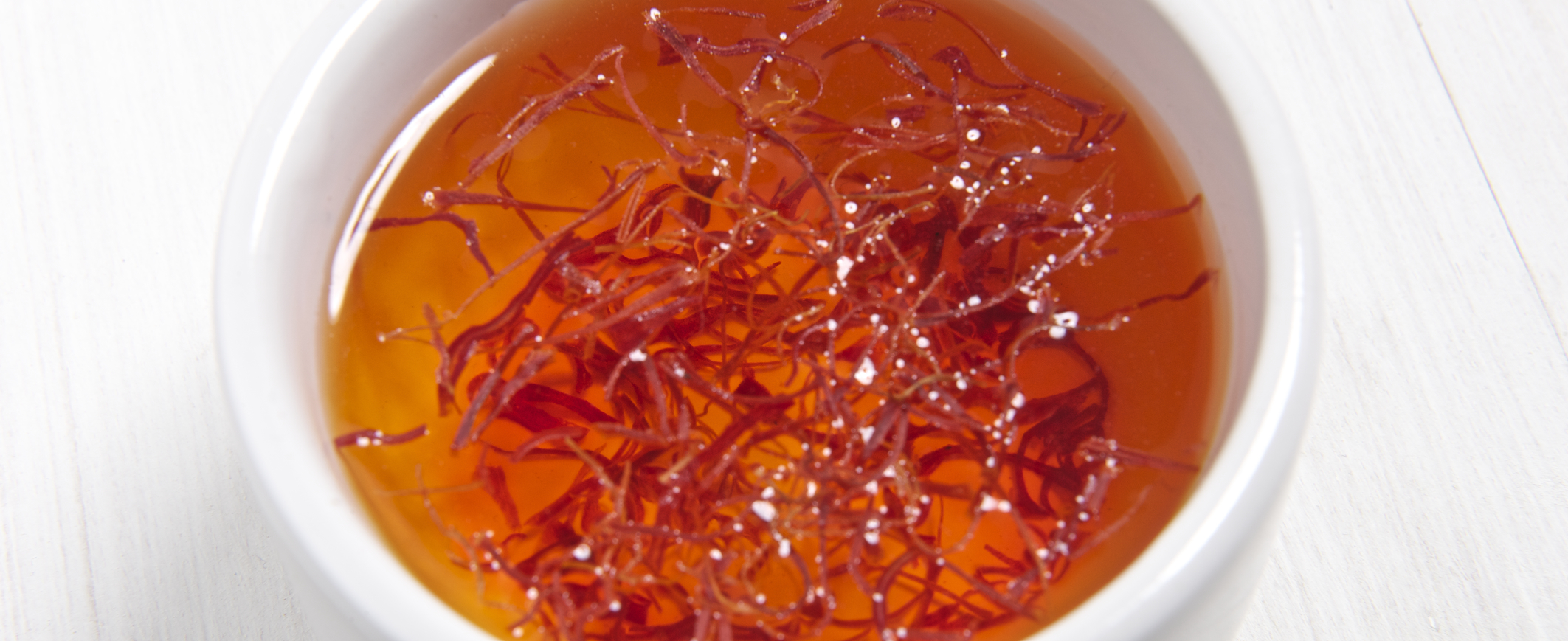
El azafrán como colorante natural era muy habitual en la cocina sefardí.

Entre las especias más comunes empleadas en la cocina sefardí se encuentra el comino y el cilantro (denominado como culantro en los recetarios). El azafrán era muy popular como colorante que proporcionaba color amarillo de algunas preparaciones culinarias. En las preparaciones reposteras se empleaba como aromatizante la canela, la pimienta, el agua de rosas, la matalaúva (Pimpinella anisum), el almizcle, y el espliego (Lavandula angustifolia) así como la ralladura de diversos cítricos. Era habitual como aromatizante el cardamomo (denominado como 'hel'). 

## Bebidas
Entre las bebidas se encuentra la pepitada una especie de horchata elaborada con las pepitas del melón. 

### Vino
El vino es un ingrediente en los ritos sagrados. Considerado como un alimento estaba presente en las comidas cotidianas, así como en las celebraciones familiares y festivas. Se ingiere y se sirve el vino durante el kidush. Para que el vino fuese consumido de acuerdo con los preceptos culinarios judíos. Debía cumplir, por ejemplo, que fuese judiego (cosher) es decir que no incluyera ciertos aditivos como cal, yeso. Precisamente esta vigilancia hacía que el vino sefardí fuese de buena calidad, debido a estar sometido a vigilancia evitando cualquier fraude. Exento de aditivos extraños. 

## Técnicas de cocina

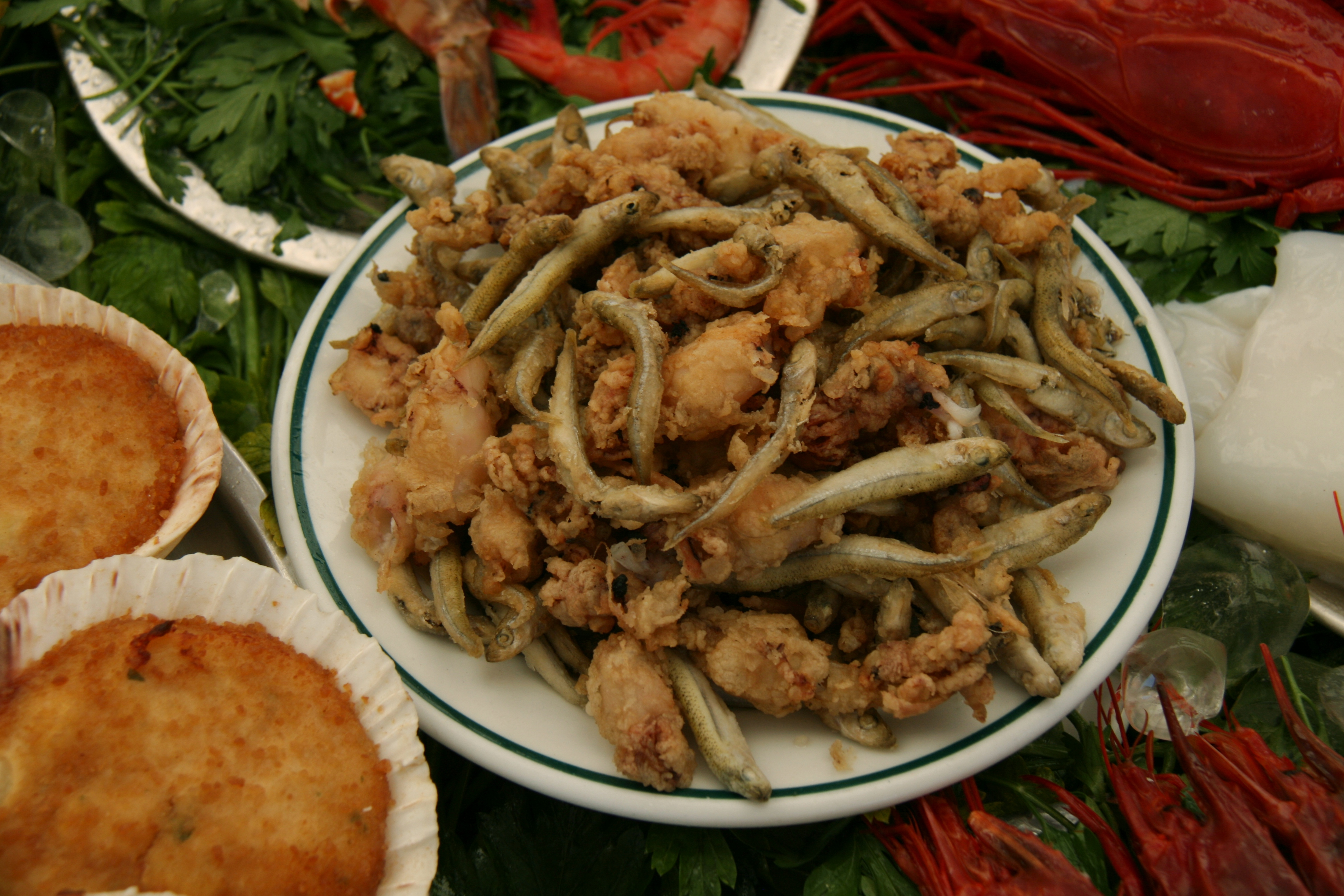
La fritura de pescado en aceite de oliva era precisamente una de las técnicas culinarias más habituales.

Los platos sefardíes, sobre todo los festivos, suelen ser laboriosos debido a que forman parte de la conexión del pasado con el presente. Los platos marinados en vinagre (escabeches) se denominaban agristadas (es decir de sabor agrio) eran comunes con pescados y carnes. El objetivo era la conservación de los alimentos, en algunas ocasiones para poder comer el viernes del shabat (está prohibido cocinar) y disfrutaban de un plato ya preparado en conserva. Algunos platos como el pichkado o la chaka demuestran el uso de escabechados. Uno de los escabechados más populares hoy en día es el pescado frito que ha llegado a convertirse en el popular fish and chips de la cocina anglosajona. Siendo su origen precisamente de inmigrantes sefarditas procedente de la diáspora. Una de las preparaciones habituales que se propagó por la cocina española es la preparación de empanadas (precursoras de las burekas). El empleo de carne picada se extendía al relleno de verduras (que dejó platos como el karnıyarık en la cocina turca) e igualmente en la elaboración de empanadas. La elaboración de albóndigas era muy habitual, bien fritas en aceite, bien cocidas y mezcladas con pan.
En el sabat está prohibido cocinar, es por esta razón que las cocciones de largo periodo eran habituales. A pesar de todo la técnica que más se menciona es el cocido (denominados igualmente ollas o potaje) que incorporaban legumbres secas (fundamentalmente garbanzos y habas) y verduras de temporada (berzas, espinacas y acelgas). Los cocidos de larga duración que permitían servirse la comida en el sabat, sin necesidad de cocinar. El plato emblema de esta técnica culinaria es la adafina (denominada también hamin o aní), que solía emplear generalmente garbanzos y una extensa cantidad de aceite de oliva. La popularidad del guiso se extendió a diferentes zonas cristianas y pronto se elaboraron versiones de adafina que incluyen carnes diversas: un ejemplo es la olla podrida. 

## Repostería

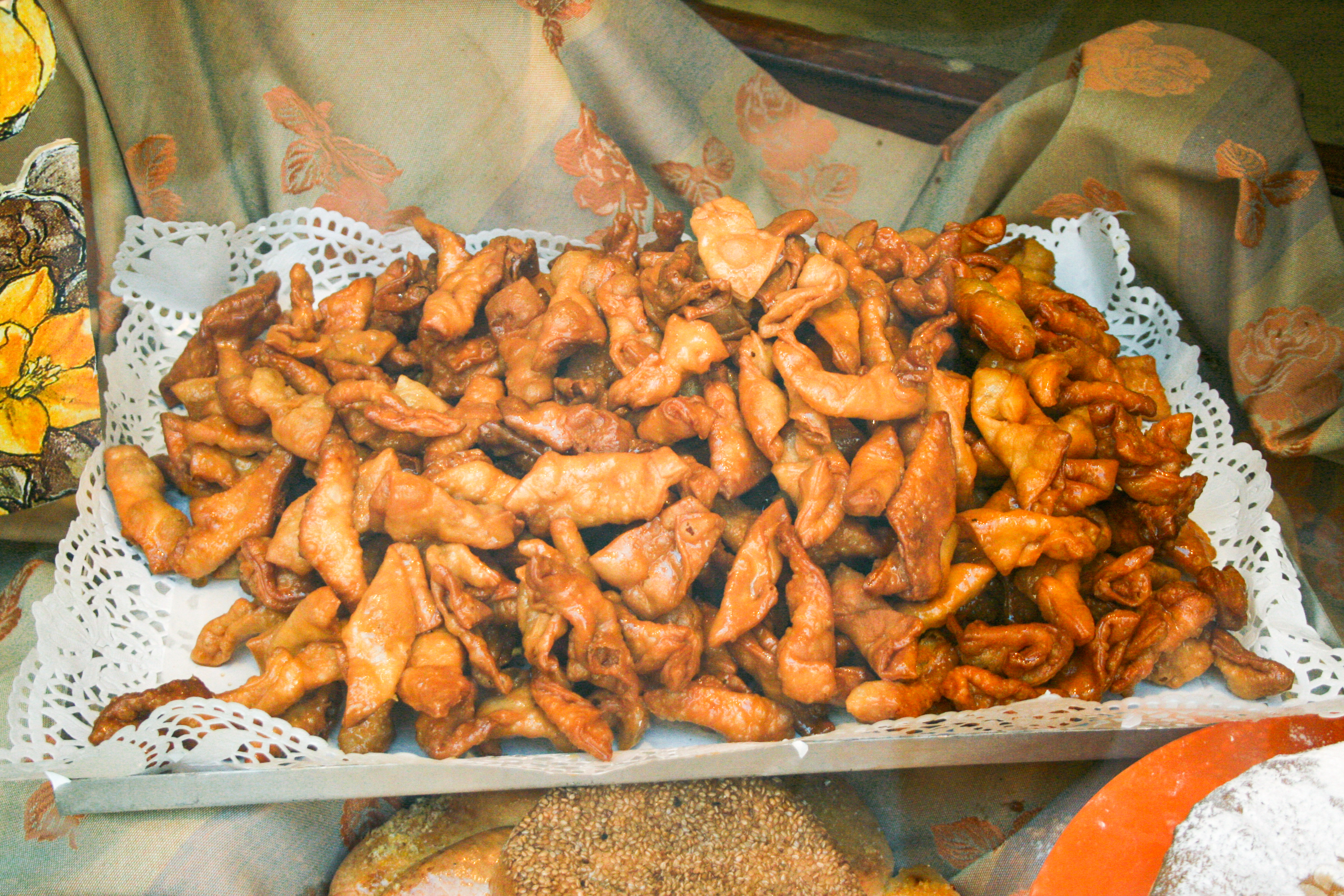
Los pestiños tan populares en Andalucía poseen un origen sefardí.

La repostería sefardí es un ejemplo de la alegría mostrada en muchas de las festividades tradicionales judías. Durante varios siglos fue la miel uno de los edulcorantes principales, y el más utilizado. Fue precisamente el azúcar y la miel: los dos edulcorantes más empleados en la repostería tradicional. Fueron los árabes los introductores del cultivo de la caña de azúcar en la península ibérica. Tras estos edulcorantes fueron las frutas secas, así como las ralladuras de cítricos. Los arrucaques son los dulces más populares en las celebraciones del día de Pascua y se elaboran con pan ázimo, miel y otros aromatizadores. Los buñuelos (bimuelos, brumuelos o burmelos) eran bolas de masa de harina que se servían con miel o arrope. Los formigos (u hormigos) que eran unas sopas frías de leche.Las tortas se elaboraban con una torta muy similar al alajú conquense (denominados también nuégados). Los travados que son unas masas fritas (frutas de sartén), muy similar a los pestiños que en la actualidad se encuentran repartidos en diversos pueblos de Andalucía. De la misma forma se tienen los mostachones (mustachudos) que se sirven en las festividades del Purim y la Pascua. Así como las orejas de Haman.
Muchas de las preparaciones reposteras sefardíes tienen reflejo fiel en la repostería española actual, así como en otros países en los que estuvieron viviendo comunidades sefarditas tras el edicto de Granada. Una de las más conocidas preparaciones reposteras es el denominado pan de España que es una especie de pan esponjado a base de harina y huevo (bizcocho denominado igualmente pan esponyado). El piñonate que se compone de una fritura de una masa de almendras aromatizada con diversas especias. Tras la diáspora es conocido en diversas partes de Europa como pan de España. Con base en el pan, se tiene igualmente las denominadas rebanadas de la parida (o simplemente de la parida) que tienen su similitud con las torrijas. Se elaboraban jaleas, compotas y mermeladas de diversas frutas. Las confituras se realizaban de almáciga, de albaricoques, higos, las habituales naranjas amargas (Citrus × aurantium), de membrillo (donde se popularizó el dulce de membrillo). La alegría era muy habitual en los sefardíes del oriente del mediterráneo una especie de sopa elaborada con frutos rojos adornados con semillas de ajónjoli. 
Con almendra (Prunus dulcis) se realizan varias preparaciones dulces, una de las más populares son los nuégados o almendrados. Los merengazos típicos de Almuñécar compuesto por una base de masa de almendra, cubierta con crema pastelera y merengue en forma de S. A día de hoy aún se sigue elaborando. El mazapán era un dulce típico de la Pascua y Purim, algunas influencias se encuentran en la península ibérica en el mazapán de Toledo y las quesadicas. 
Las orejas de Haman: Durante la fiesta de Purim, considerado uno de los días más alegres del calendario judío, se festeja el milagro relatado en el Libro de Ester: que narra como el rey Asuero (Jerjes I) de Persia, que gobernó a principios del siglo V a. C., libertó al pueblo judío de una muerte segura. Cuando el judío Mardoqueo rehusó inclinarse ante Hamán (el primer ministro del reino) éste encolerizado ordenó su muerte, así como la de todos los judíos del reino. Gracias a la intervención de la reina Ester (que era judía) el rey desbarató los planes de Hamán, que pagó con su vida la traición. En conmemoración al día de la liberación se elabora este dulce.  
Todas las comunidades judías tienen un dulce con el nombre de Hamán, en conmemoración del Purim, con diferentes variaciones en las masas dulces (fritas u horneadas). La denominación de orejas para designar un dulce no es exclusiva de los judíos, también andalusíes y cristianos adoptaron y adaptaron este dulce a su propia cultura. En Galicia se elaboran las Orellas de Endroido (orejas de carnaval),  y en Cataluña, Valencia y Baleares las Orelletes.

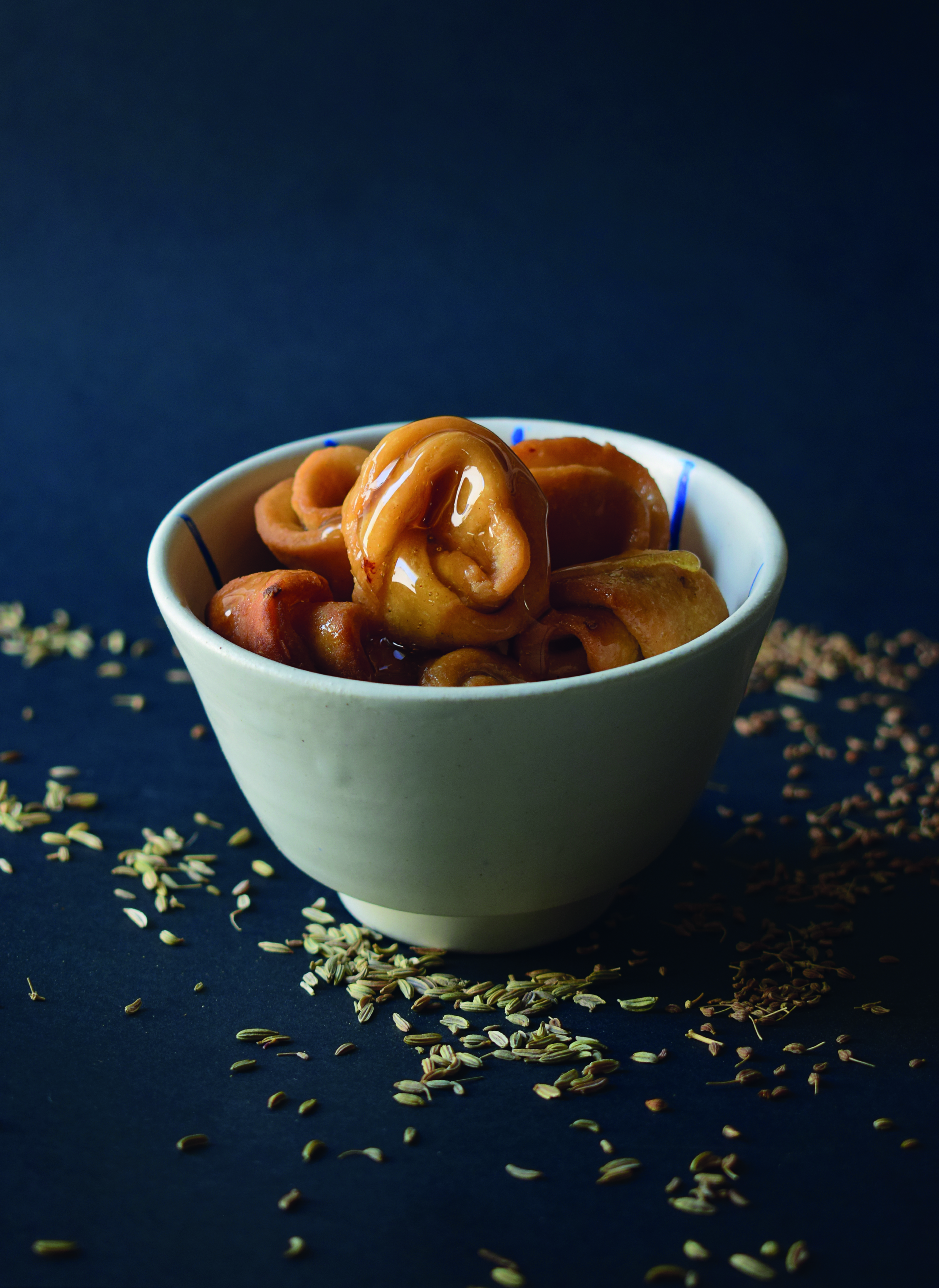
Las orejas de Haman, el dulce judeo español más típico de la fiesta de Purim. Según la investigación de Javier Zafra.

A menudo suele confundirse las Orejas de Hamán con el dulce askenazí Hamantaschen (literalmente bolsillo o monedero de Hamán) que se elabora también en Purim. Estos dulces triangulares, erróneamente cada vez más son denominados como orejas de Hamán cuando en realidad son bolsillos de Hamán. La receta que se muestra a continuación, recogida por el Rabino Robert Sternberg, mantiene la forma de una oreja, como se puede comprobar en la fotografía de la derecha. Considera el investigador gastronómico Javier Zafra en su libro Sabores de Sefarad, que esta debió ser la forma primigenia de este dulce, al menos en Sefarad.

## Literatura
- Abecasis de Castiel, Mimí: Mis recetas de cocina sefardí. Área de Cultura del Ayuntamiento de Málaga, 2002.
- Cohen, Rivka: Los placeres de mi cocina judía en la tradición sefardí. Parsifal.
- Goldstein, Joyce: Sephardic Flavors.
- Macías Kapón, Uriel: La cocina judía. Leyes, costumbres... y algunas recetas sefardíes. Red de Juderías de España, 2002.
- Recetario de cocina sefardí. Red de Juderías, 2001.
- Sternberg, Rabino Robert: La cocina sefardí. Zendrera Zariquiey, 1998.
- Sternberg, Robert: La cocina sefardí: la riqueza cultural de la saludable cocina de los judíos mediterráneos (prólogo de Luis Bassat y traducción de Elena Gaminde). Barcelona: Zendrera Zariquiey, 2004.